# Hilmar Myhra
Hilmar Myhra (né le 4 juin 1915 et mort le 13 avril 2013 à 97 ans) est un sauteur à ski norvégien. 
Il pratiquait aussi le football à assez haut niveau amateur pendant l'été où il n'y avait pas de compétition de ski. 
C'est même lors d'un match de football disputé en août 1945 qu'il reçut une blessure à la tête qui mit fin à sa carrière sportive.

## Palmarès

### Championnats du monde
| Épreuve / Édition | Lahti 1938 | Zakopane 1939 |
| Individuel        | Bronze     | 6e            |